# Nichole Galicia
Nichole Galicia (27 de marzo de 1975) es una actriz y modelo panameña.

## Vida y carrera
Galicia nació como Nichole Mercedes Robinson en Panamá y comenzó su carrera como modelo de moda en Madrid a los 13 años. Más tarde, se trasladó a la ciudad de Nueva York, donde trabajó como modelo comercial para Pepsi, Gap y Neutrogena, y apareció en Elle y Vogue. En 2003, debutó como actriz interpretando un papel secundario en la película de comedia El amor no cuesta nada . Más tarde apareció en las películas Torque (2004) y Corrupción sin salida (2005). Entre 2004 a 2006, tuvo un papel recurrente en la serie dramática de Showtime Huff.
En 2012, Galicia interpretó el papel secundario como Sheba en la película western Django sin cadenas, escrita y dirigida por Quentin Tarantino. Conoció a Tarantino cuando audicionó para el papel de una animadora en su película de 2007 A prueba de muerte. Más tarde protagonizó el cortometraje dirigido por Jamie Foxx ... And She Was My Eve y coprotagonizó en la película dramática Supermodel, junto con Tyson Beckford.  En 2015, fue miembro del elenco durante la tercera y última temporada de la serie wéstern de ciencia ficción Defiance, emitida por Syfy. En 2018, Tarantino la seleccionó para su película Érase una vez en Hollywood, aunque sus escenas fueron eliminadas del montaje final.
En 2021, Galicia fue elegida para  formar parte del elenco de la serie dramática criminal Mayor of Kingstown, producida por Taylor Sheridan para Paramount+.  También apareció como actriz invitada en la serie Yellowstone y en su precuela 1883. ambas creadas por Sheridan En 2024, Galicia fue elegida para la serie dramática criminal The Family Business: New Orleans, producida por BET+.

## Filmografía

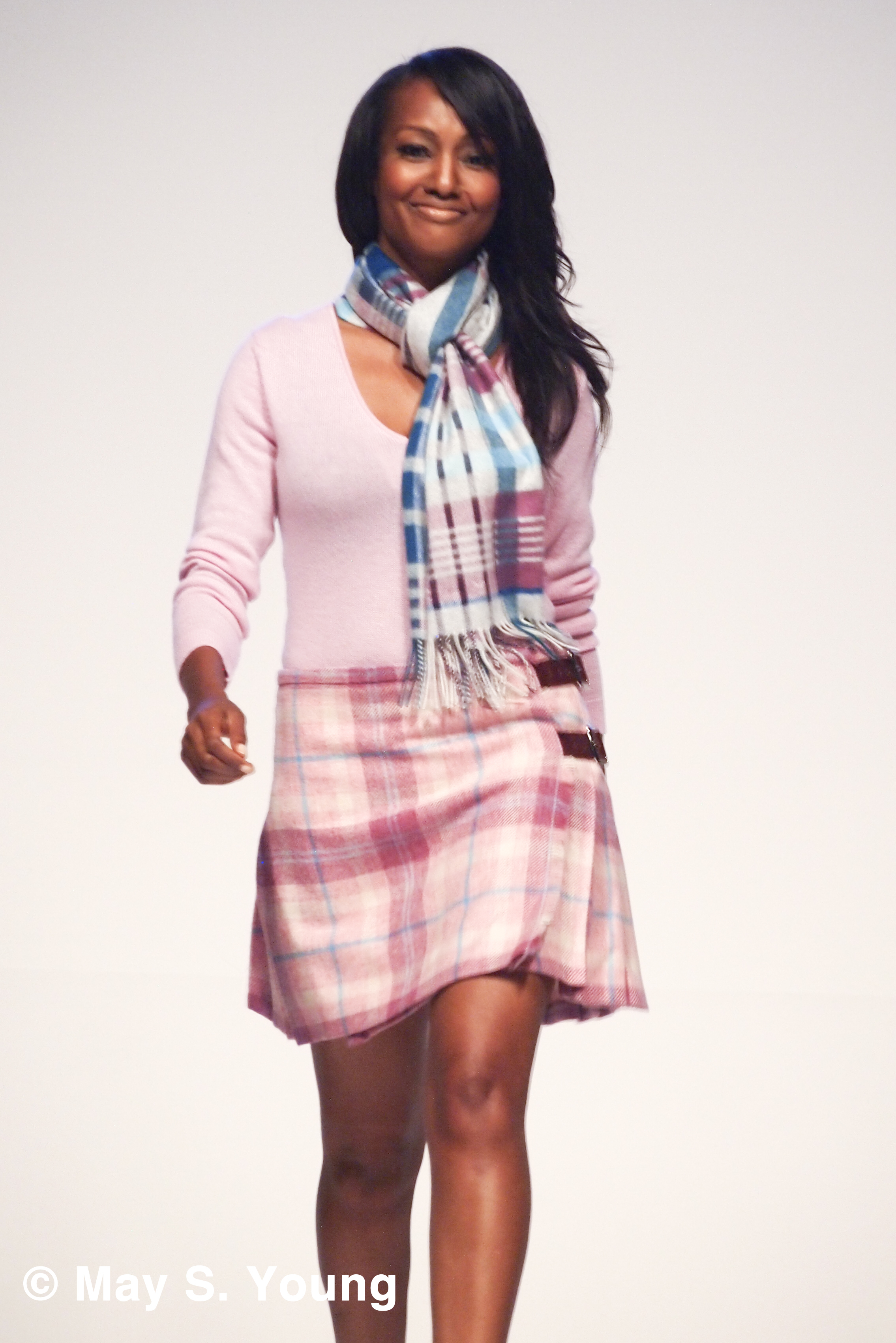
Galicia en 2013

### Película
| Año  | Título                 | Personajes     | Notas        |
| ---- | ---------------------- | -------------- | ------------ |
| 1999 | Cualquier domingo      | Chica fiestera |              |
| 2003 | El amor no cuesta nada | Yvonne Freeman |              |
| 2004 | Furia en dos ruedas    | Mikisha        |              |
| 2005 | The Marriage Counselor | Debra          | Cortometraje |
| 2005 | Corrupción sin salida  | Boom Boom      |              |
| 2009 | Silver Street          |                | Cortometraje |
| 2012 | Django sin cadenas     | Sheba          |              |
| 2013 | And She Was My Eve     | The Bride      |              |
| 2014 | Ojalá estuvieras aquí  | Juliet         |              |
| 2015 | Supermodel             | Amanda         |              |
| 2021 | Shimmer                | Dra. Thea Kait |              |
| 2024 | Mindwash               |                | Productora   |

### Televisión
| Año           | Título                           | Personajes      | Notas                                                                                 |
| ------------- | -------------------------------- | --------------- | ------------------------------------------------------------------------------------- |
| 1996          | Psychic Detectives               | Vendor          | Episodio piloto UPN TV                                                                |
| 2004–2006     | Huff                             | Pepper          | 8 episodios                                                                           |
| 2009          | CSI: Nueva York                  | Kara Garland    | Episodio "Ayuda"                                                                      |
| 2015          | Defiance                         | Kindzi          | 11 episodios                                                                          |
| 2017          | Romance at Reindeer Lodge        | Kayla           | Película de televisión                                                                |
| 2018          | The Perfect One                  | Roz             | Película de televisión                                                                |
| 2021          | 1883                             | Gwen            |                                                                                       |
| 2021–2022     | Yellowstone                      | Charlotte Riley | Episodios: "No Such Thing as Fair" y "Grass on the Streets and Weeds on the Rooftops" |
| 2021–presente | Mayor of Kingstown               | Rebecca         | 20 episodios                                                                          |
| 2025          | The Family Business: New Orleans | Marie LeBlanc   |                                                                                       |